# ゲーン
ゲーンあるいはケーン（แกง [kɛːŋ]、kaeng/gaeng）は、タイ王国の各種スープ（汁物）の総称であり、タイ料理を代表する料理である。日本ではしばしばカレー（タイカレー）と呼ばれるが、辛くないものも存在する。
水分量や素材はさまざまである。様々な香辛料・ハーブ、ココナッツミルク（もしくは水）、肉・魚介類、シュリンプペースト
、野菜や果物などから作られる。原則としてサラリとしたスープ状の料理であり、主に飯に掛けて食べる。
調味料としてアレルゲンとなるシュリンプペースト(カピ)を含むことが多いのでエビアレルギーには注意が必要である。

## タイカレー

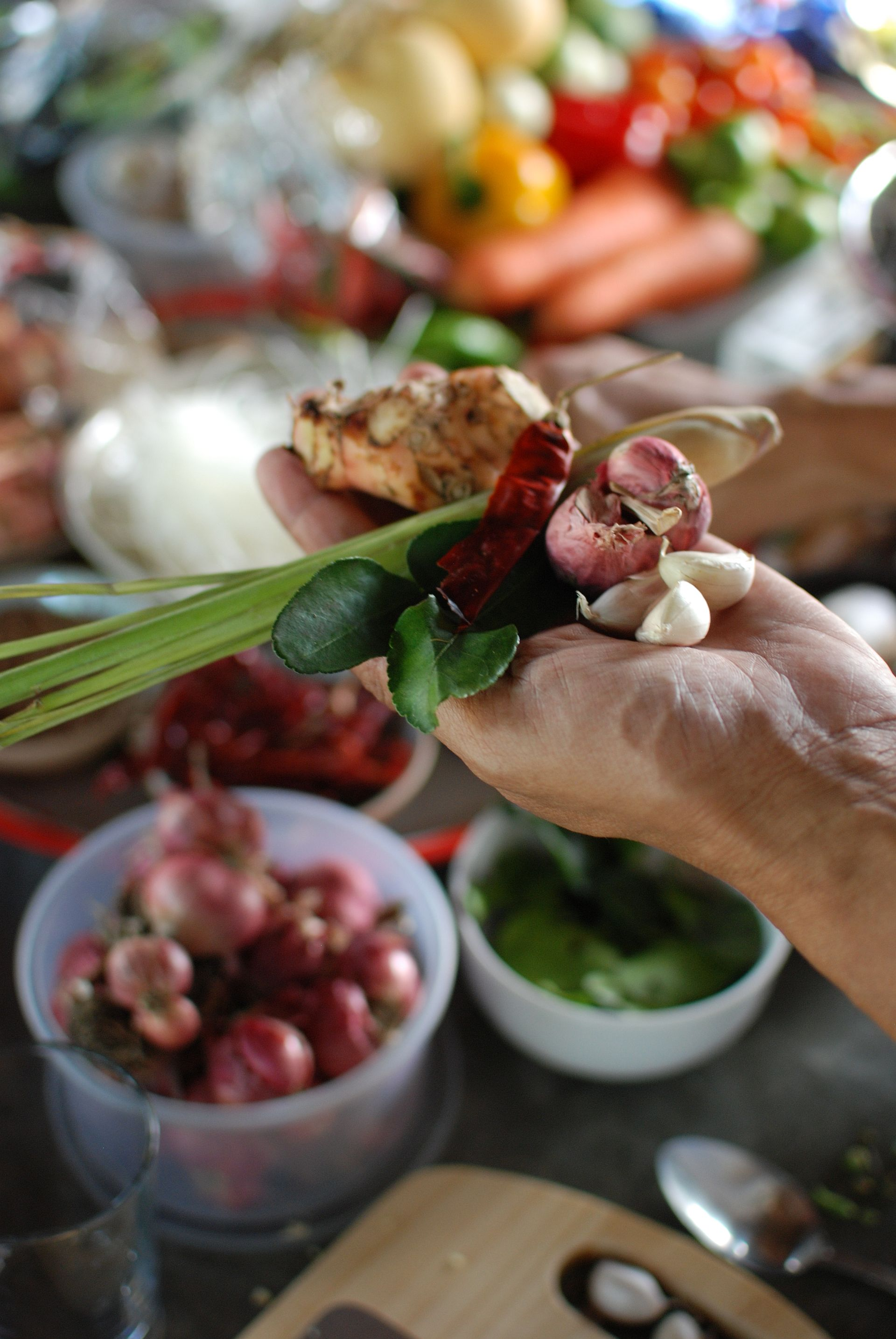
レッドカレーペースト用の新鮮な材料の一部。ダイキョウ、レモングラス、エシャロット、唐辛子、ニンニク、コブミカンの葉

タイ国外では、一般的に「タイカレー」と呼ばれるが、ゲーンはインド料理のカレーや、東南アジア各国の類似の料理と比較して、乾燥させた香辛料を混合したものよりも生のハーブや芳香の強い葉を多用する点に違いがある。またインド由来のカレーとは味が大きく異なることも多く、「タイカレー」という呼び名は便宜的なものと言える。
ゲーンの種類は多くそれぞれ固有名称が存在するが、大まかに分けて「レッドカレー」「グリーンカレー」「イエローカレー」などと分ける場合があり、これもタイカレー同様にタイ国外での一般名称である。様々な香辛料を調味した「ゲーン・クルーン」（ゲーンの調味ペースト）を作り、これを用いて調理する。従来は各家庭で手作業でスパイスをすり潰していたが、現在は電動ミキサーを使用することが多く、またまた調味料を加えてある市販品ペーストを使用する場合も非常に多い。
そもそもインドにおいてもカレーなる語は元々存在せず、インドの香辛料を使った様々な料理を、外国人がそう呼んでいるに過ぎなかった。タイにおいてカレー／"kari"(タイ語: กะหรี่)／として知られる料理は、タイ語でポン・カリー（phong kari）というインド風のカレー粉を用いた料理またはゲーン・カリーを指す。いわゆる「カレー粉」を利用したタイ料理には、プー・パッ・ポン・カリーなどがある。

## バリエーション

### ココナッツミルク
1873年に発行された最初のタイ語辞書ではゲーンを「水分が多く、シュリンプペースト、タマネギかエシャロット、唐辛子、ニンニクを必須材料として用いる米と一緒に食べる料理」と定義している。ココナッツミルクはこの定義では含まれておらず、ゲーン・ソム(Kaeng som)やゲーン・パー(keang pa)など多くのゲーンには含まれていない。タイの北部地域に当たるラーンナー地域では標高が高いためにココヤシの生育が悪く、料理の特徴としていくつかの例外を除けばその材料としてココナッツミルクを利用しておらず、ゲーンにも使用されない。また、ココナッツの胚乳をおろしてココナッツミルクを絞るのは手間がかかるため、ココナッツミルクを用いた料理は伝統的に王宮や上流階級の料理人が作るもので、庶民が普段から口にするものではなかった。

### 辛さと濃さ
ゲーンの辛さはペーストの作成時に使う唐辛子の種類と量により、同じゲーンの種類であっても辛さが大きく異なることがある。
また、ゲーンは水気の多いものとして定義されているものの、その濃さにはブイヨンほどの薄さのものからシチューのように濃いものまでかなり幅があり、中には完全に水気の無いものも存在する。ゲーン・ソムやゲーン・パーはスープ状に近いゲーンの代表であり、ゲーン・マッサマンやゲーン・クア(kaeng khua)はシチューのように濃い。また、ゲーン用ペーストを使用し、肉や野菜を炒め合わせたパッ・プリッ・キン(phat phrik khing)や クア・クリン(khua kling)には汁気がない。鶏卵の入った蒸し物ホー・モク(Ho mok)、タイ北部のゼリー寄せ風のゲーン・クラダーン(kaeng kradang)、細い麺につけて食べるカノム・ジーン・ナム・ヤオ(khanom chin nam ngiao)などにも様々な食材を混ぜて作ったペーストが使われていて、これらの料理もゲーンの範疇に入れられている。

### ゲーン・チュート
ゲーン・チュート(kaeng chuet) は普通のゲーンから少し外れており、ゲーンのペーストを使わず、肉や野菜から煮出したスープに野菜や豚挽肉、豆腐、春雨などを入れた中国風のスープである。これは「あっさり味のゲーン」という意味であるが、スープを意味するトム(tom)という語を使い、トム・チュート(tom chuet)とも呼ばれている。

### 米食
タイではゲーンは長粒のインディカ米とともに食されるが、中部タイや南部タイではうるち米、北部タイや北東タイではもち米と共に食されるほか、カノム・ジーンなどの麺と食べられる場合もある。また、特定のゲーンはマレーシアから伝わったインド風のフラットブレッドの一種ロティと共に食される。
カオ・ゲーン（Khao kaeng）、あるいは、カオ・ラート・ゲーン（khao rat kaeng）は、「ゲーンをご飯に乗せたもの」を意味し、タイの伝統的なファスト・フード店では、ゲーン数種としばしばいくつかの他の料理を用意し、ご飯と共に供される。しかし近年バンコクなどでは、新たなファスト・フードとしてハンバーガーやピザなどが入ってきたことも手伝って、カオ・ゲーンやカオ・ラート・ゲーンを供するファスト・フード店の人気は低下傾向にある。

### 種類の一覧
- ゲーン・ガリー(Kaeng kari) - カレーのゲーンという意味。日本や西欧ではイエローカレーとして知られる。
- ゲーン・ケー(Kaeng khae) - 北部タイ料理の野菜のゲーン。
- ゲーン・キヨウ・ワーン(Kaeng khiao wan) - 緑の甘いゲーンという意味。日本や西欧ではグリーンカレーとして知られる。
- ゲーン・パー(Kaeng pa) - 密林のゲーンという意味。ゲーンのペーストに加えて、野の食材（いわゆる山菜など）を利用する。
- ゲーン・ペッ(Kaeng phet) - 辛いゲーンという意味。日本や西欧ではレッドカレーとして知られる。
- ゲーン・ソム(Kaeng som) - 酸っぱいゲーンという意味。各地域で独自のものがある。西欧ではオレンジカレーとも。
- ゲーン・マッサマン(Kaeng matsaman) - ムスリムのゲーンという意味。タイ語の「マッサマン」はムスリムを指す古語「ムスルマン」から来ているとされる[11][12]。タイ南部のマレーシアに近い地域で食されることが多いが、2011年に「世界で最も美味な料理ランキング（CNN主催）」で1位に選ばれ、タイ国内、そして世界的にも人気が高まっている。
- カオソーイ(Khao soi) - ビルマ料理の影響を受けたタイ北部で見られる、小麦粉の麺の入った水気の多いゲーン。
- ペナン(Phanaeng) - マレーシアのペナンの名前が冠されたものとされる。クリーミーで一般的には甘口。
- パッ・プリッ・キン(Phat phrik khing) - 唐辛子と生姜の炒め物という意味。しかし、実際には生姜は含まれておらず、ガランガルを使用する。

## 材料
大家族などの場合を除いて、香辛料を調理することは手間が掛かる為に、市販のペーストを使用することが一般的である。

### ペースト

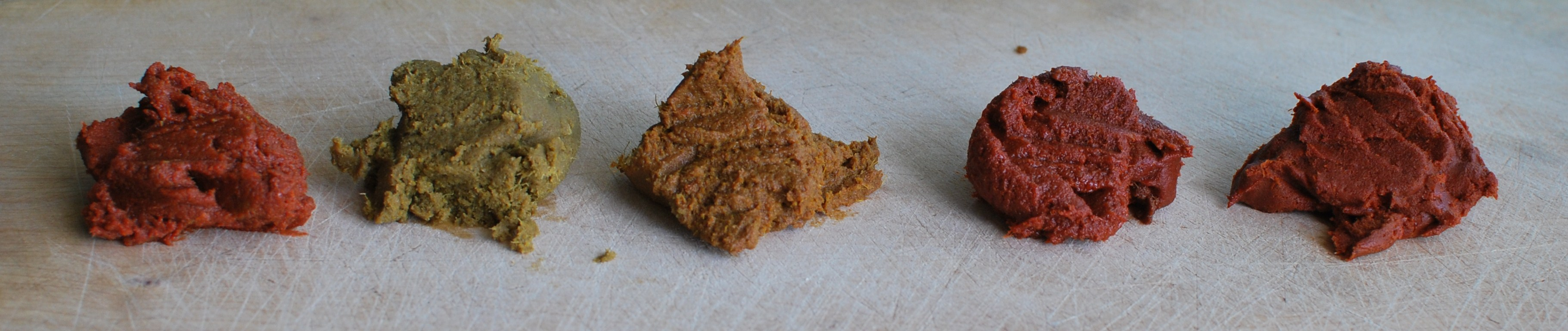
ペーストの例。右から赤・緑・黄・パネーン・マッサマンのペースト

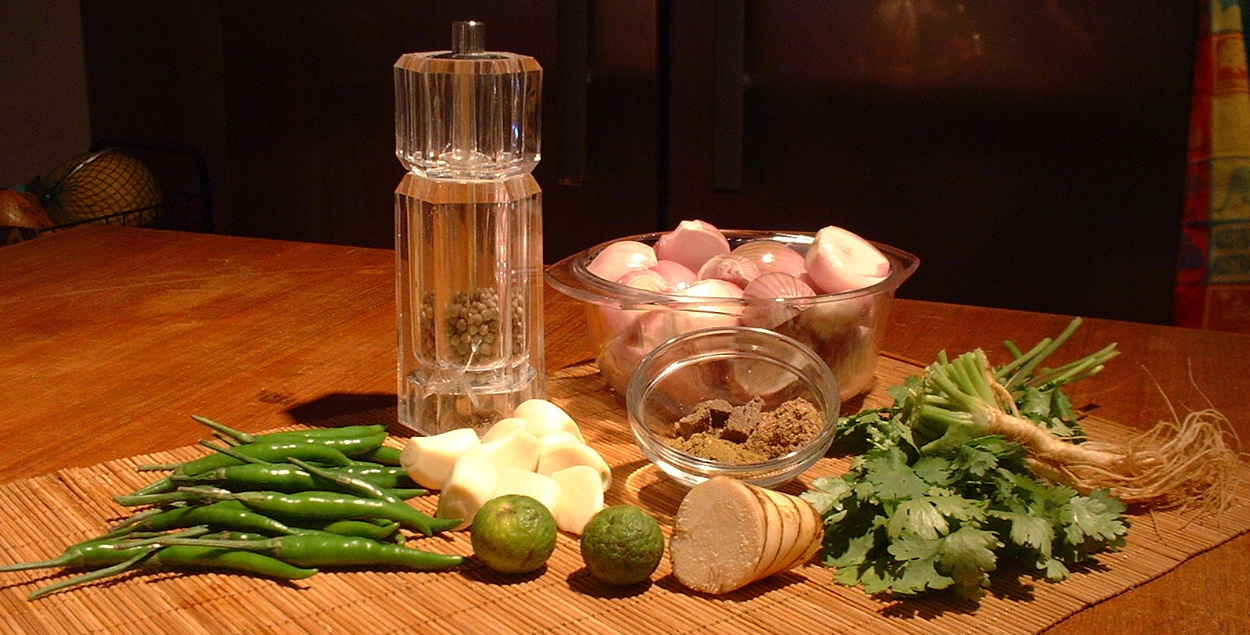
ケーン・キヨウ・ワーンの食材

ほとんどのゲーンを調味するペーストを「ゲーン・クルーン」と言う。このペーストは複数の食材からなり、またペーストにはさまざまな種類がある。多くのペーストで使われる一般的な食材はシュリンプペースト、生か乾燥、赤か青など作るゲーンによってさまざまな唐辛子、タマネギかエシャロット、ニンニク、レモングラス、ガランガル、コリアンダーの根などである。
ゲーンの種類によって、ペーストにウコン、コショウ、コリアンダーの種、カルダモンの実、クミンのようなスパイスが加えられ、食材では茹でた発酵魚やクラチャーイというショウガ科の植物の根が加えられる。ペーストの材料は伝統的な石のすり鉢で一緒に砕かれ、混ぜられる。近年ではフードプロセッサーが利用されることもある。多くのゲーンでは、他の具材が料理に加えられる前にペーストを調理油で炒める。油は沸騰した水よりも高温に達するため、香辛料やペーストの他の素材から、煮立てることでは不可能な特有の風味を引き出すことができる。
クルアン・ゲーン(khrueang kaeng、ゲーンの材料)やゲーン・ナム・プリック(nam phrik、唐辛子ペースト)もタイでは「ゲーンのペースト」を指すために使われる。後者はさらに縮めてプリック・ゲーン(phrik kaeng、ゲーン用唐辛子)とも呼ばれる。
なお、ゲーンに用いられるペーストは、家庭の有り合わせの食材で自家製のペーストを作ることができる他、タイの市場では作りたての生ペーストが売られており、タイのスーパーマーケットなどの商店では工場などでパッケージや缶詰にされたペーストが売られている。

### 具材
使用される材料は地域や季節によって変わる。それでも、多くのゲーンでは主な材料として食肉や魚介類が使用される。この他、野菜や果物だけでなく、チャー・オム(cha-om)というアカシアの一種（Acacia pennata）やパク・ルアット(phak lueat)というイチジク属の一種（Ficus virens）などの木の葉やドーク・ケー（dok khae）というシロゴチョウやバナナ(hua pli)の花なども用いられる。
動物性の材料では豚肉、鶏肉(家畜化されたセキショクヤケイ)、エビなどは比較的手に入りやすい。川、湖、田などの淡水やタイランド湾やアンダマン海などの鹹水などの水域から取れる魚や魚介類はさまざまな種類が利用される。他の伝統的な材料にはアヒル、カエル、ヘビ、カタツムリ、野鳥、サンバー、イノシシなどがあげられる。
主に野菜を使ったゲーンには、様々な野菜を煮込んだゲーン・リアン（kaeng liang）やタケノコを使ったゲーン・ノーマイ（kaeng nomai）などがある。 ゲーンには、一般的にセイバンナスビ(makhuea pro)、ジュウロクササゲ(thua fak yao)やカボチャ(fak)類が使われる。

### その他の材料
コブミカンの葉(bai makrut、バイマックルー)などの木の葉に加え、カミメボウキ(kraphao、クラパオ)、レモンバジル(maenglak、メーンラッ)、オオバコエンドロ(phak chi farang、パクチー・ファラン)、コリアンダー(phak chi、パクチー)の葉などのハーブがゲーンに加えられる。これらは時にほかの材料と共に調理されるが、多くの場合風味を維持し、ゲーンそのものの味と対照的な味を添えるために最後に加えられる。
魚醤は香りと塩味をつけるために使われる、日本で広まっているレシピではナンプラー（材料はカタクチイワシなどの小魚）を多用するが、タイではシュリンプペースト（カピ）を多用する。ナンプラーはお好みのテーブルソースとしても使われ、よりしょっぱくて辛めの味付けを好む人向けに、刻んだ緑色のプリッキーヌーを入れた調味料プリッ・ナンプラー（phrik nam pla）として食卓にのぼることがある。甘くする必要がある場合、伝統的な椰子糖などの砂糖が使われる。ライムやタマリンドは酸味を利かせたゲーンの酸味料として利用される。パネーンなど特定のゲーンではクリーミーな味付けにするために、他の具材を加える前にペーストをココナッツミルクでなく、より濃厚なココナッツクリームで炒める。

## 画像

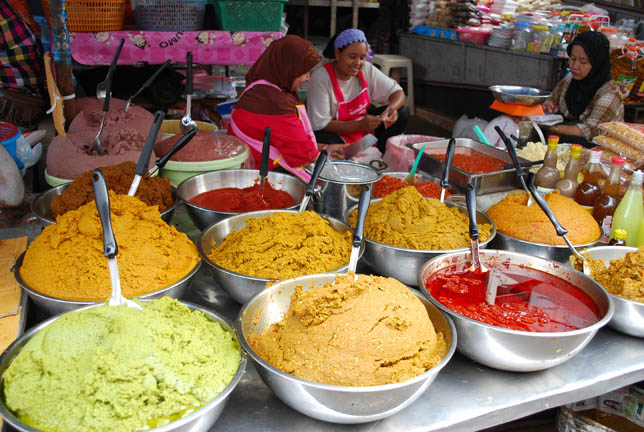
市場で売られているさまざまなペースト、タイ南部ハートヤイ
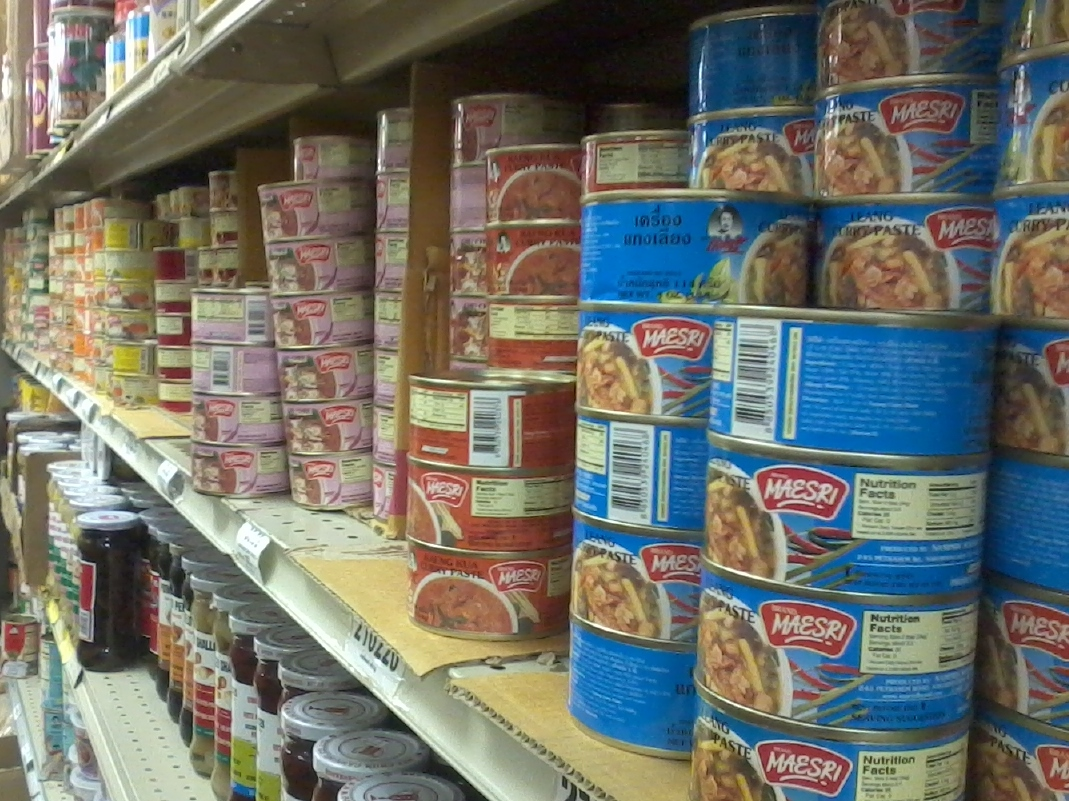
小売店で販売される缶詰ペースト
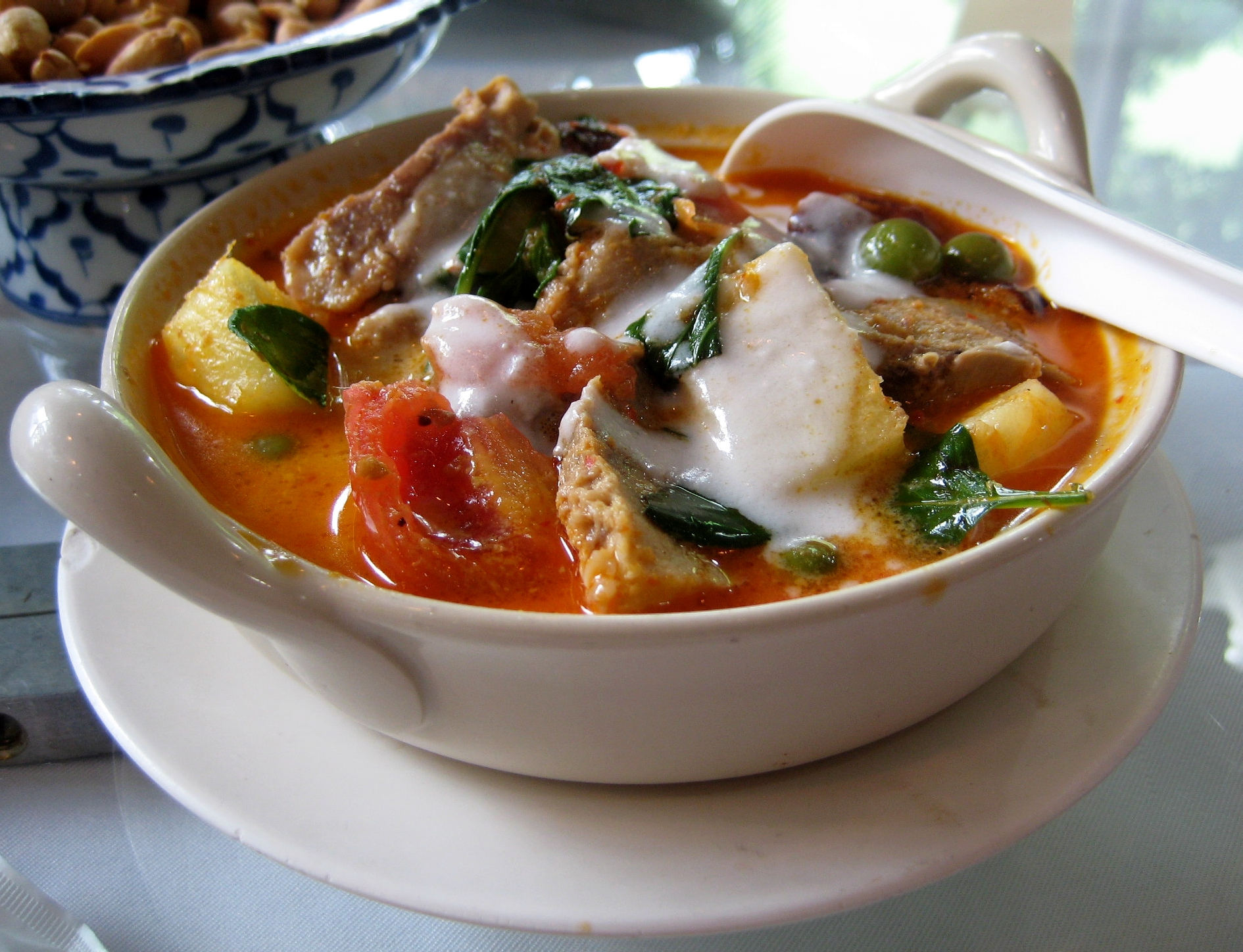
ゲーン・ペッ・ベッ（アヒルのローストのゲーン・ペッ）。
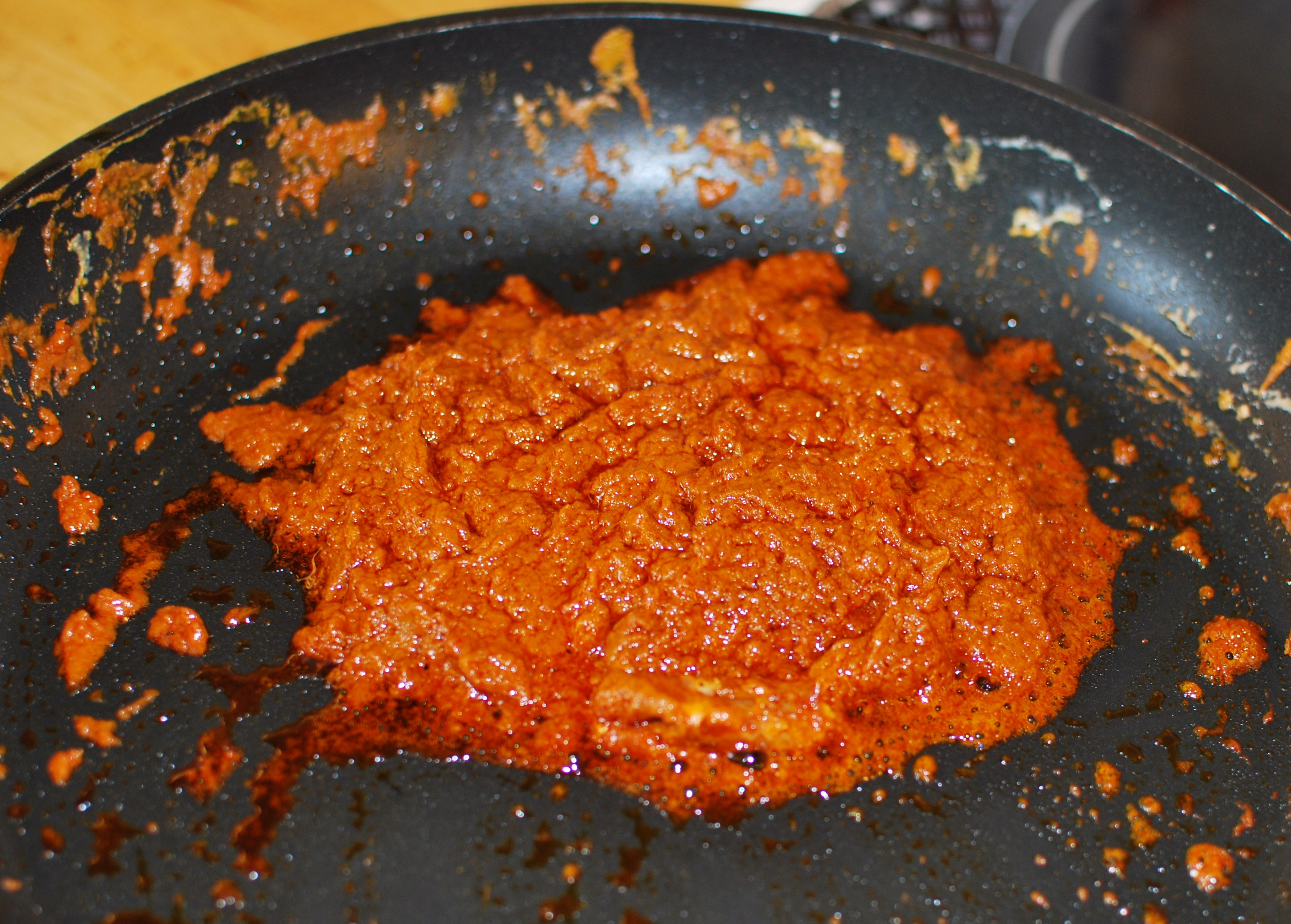
ココナッツクリームと炒めたパネーンペースト。
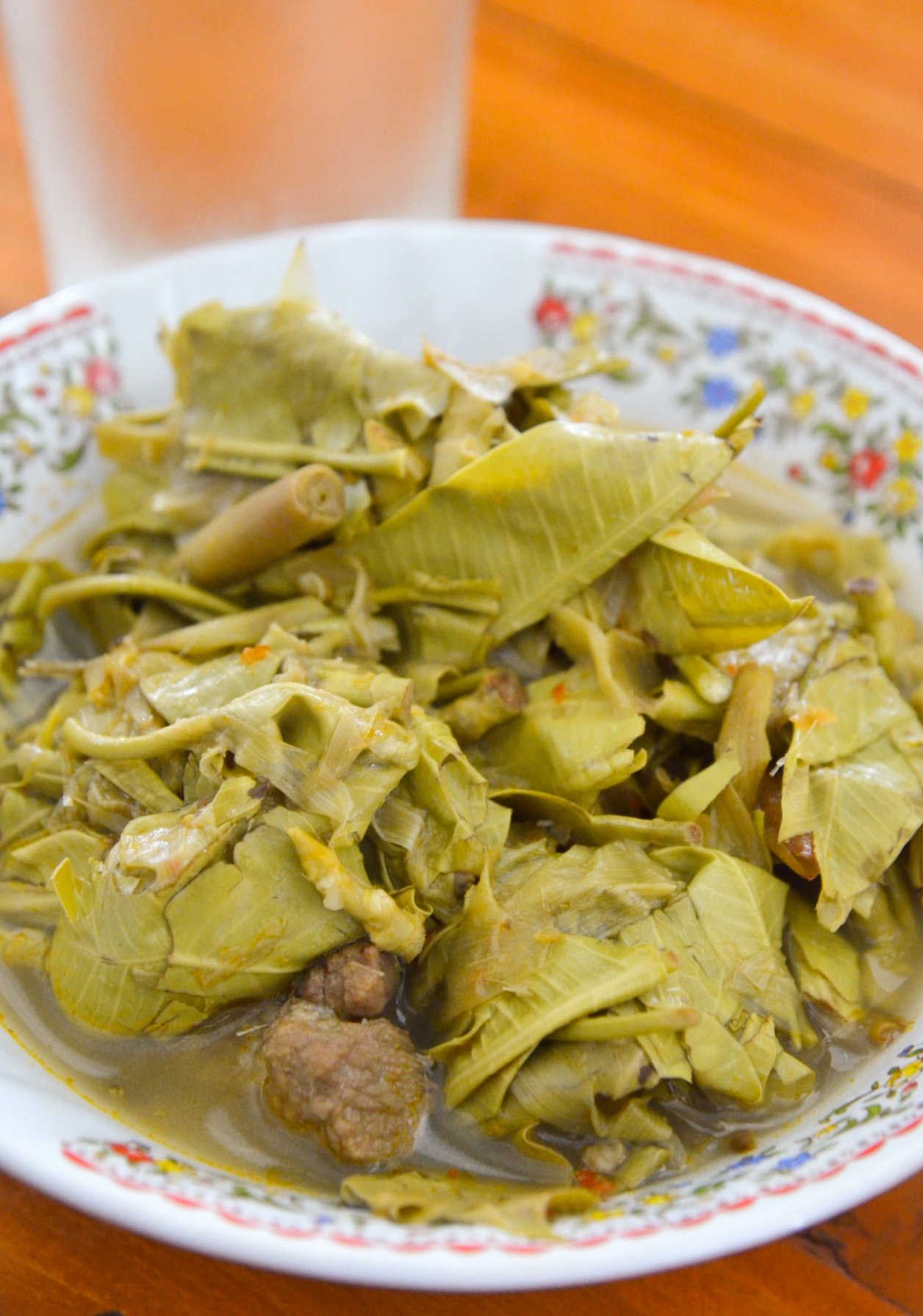
ゲーン・パク・ルアット。イチジクの一種の葉が入った、タイ北部のゲーン。
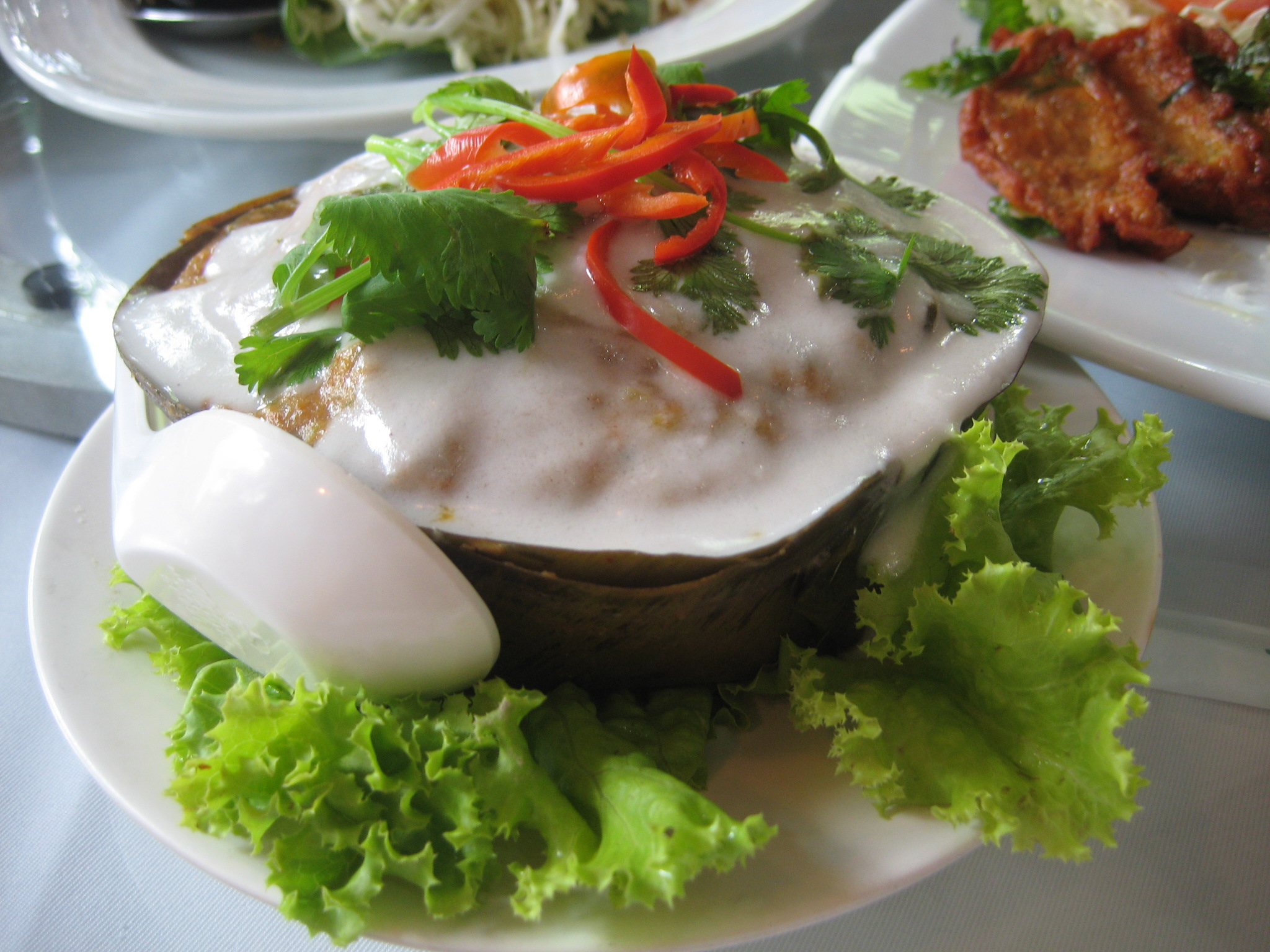
ホー・モク。カンボジア風の蒸し物
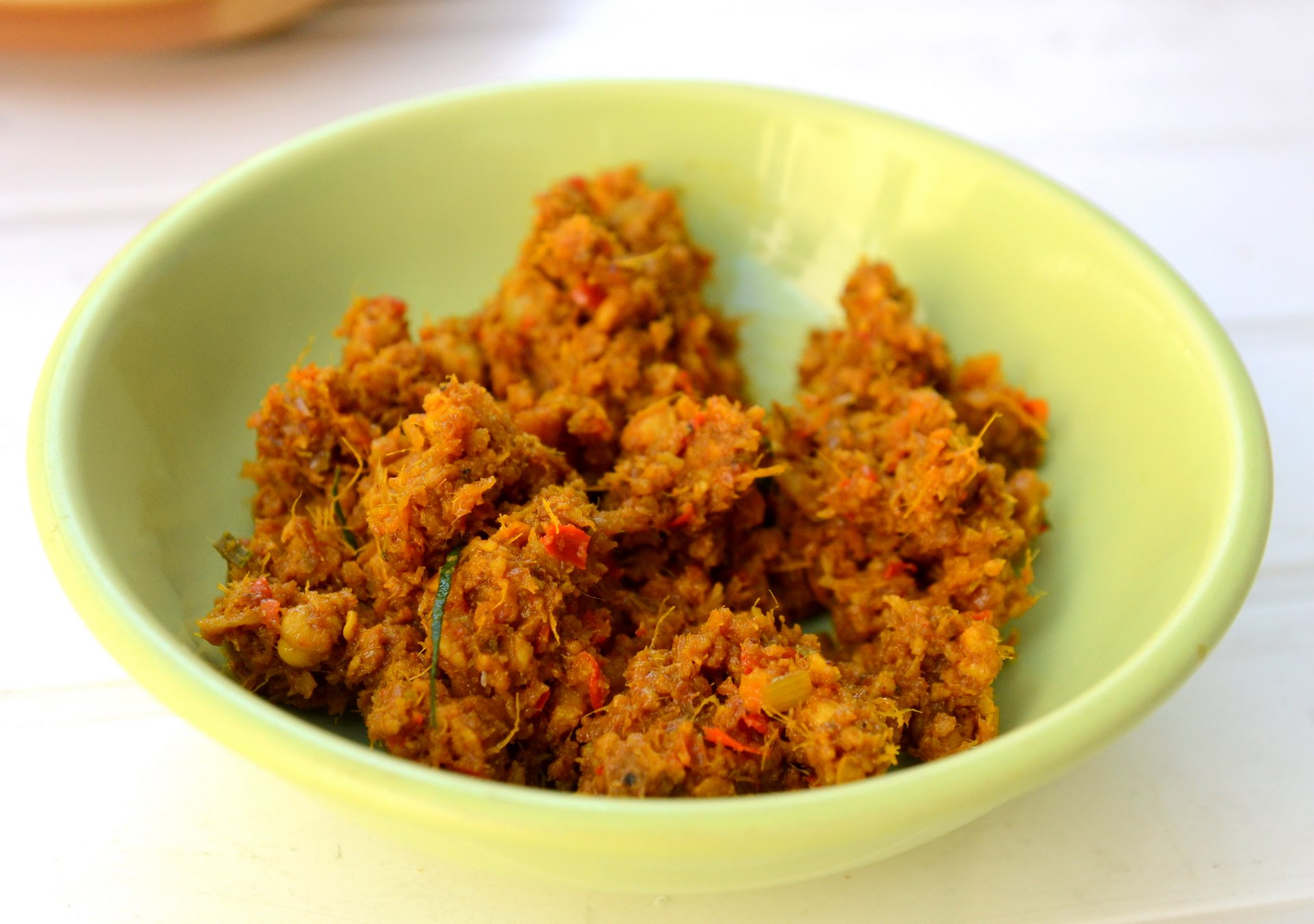
クア・クリン。タイ南部のドライカレーのような辛いゲーンの炒め物。
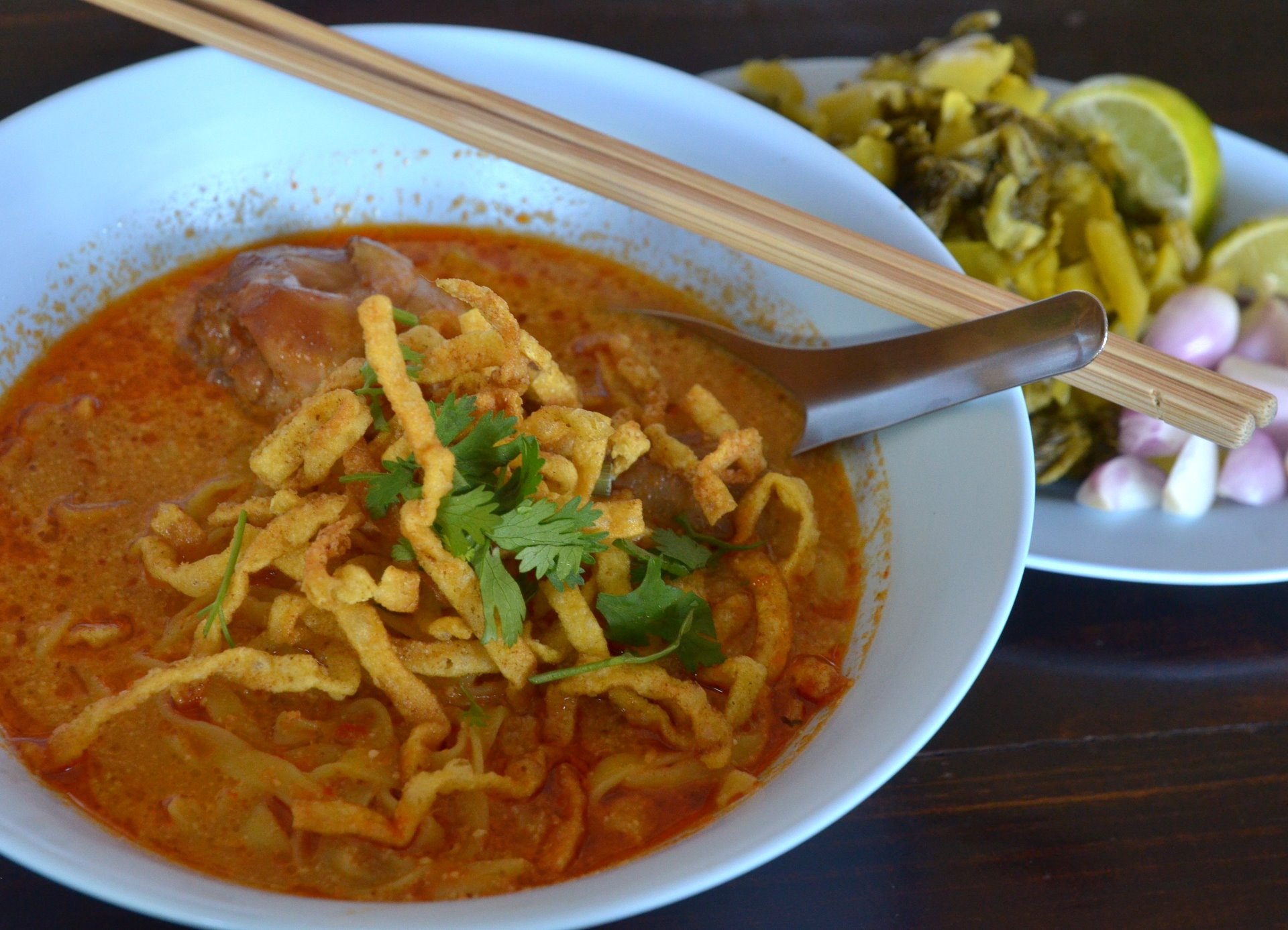
カオ・ソーイ。麺の入った水気の多いゲーン。
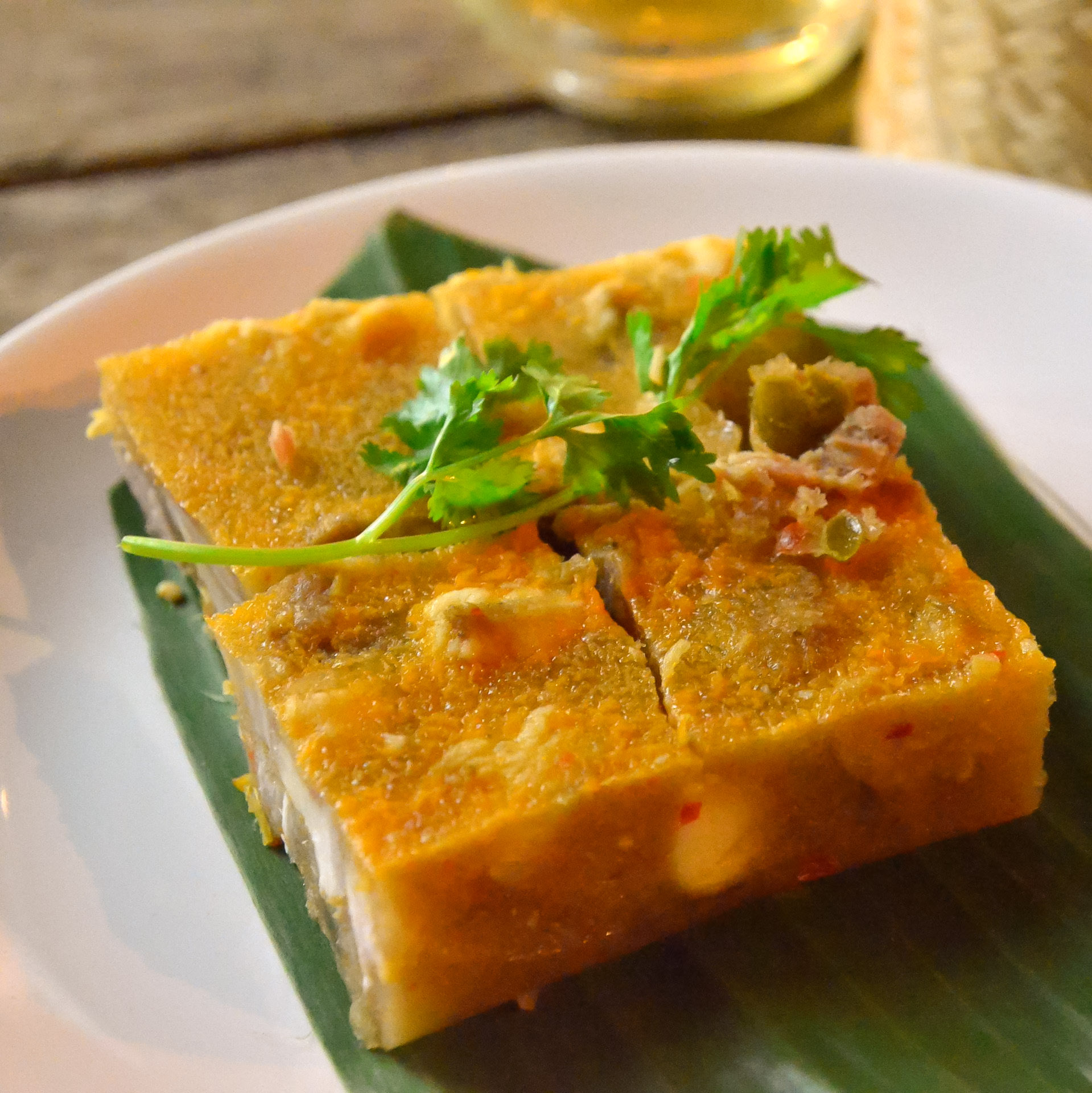
ゲーン・クラダーン。ゼリー寄せ風のゲーン。
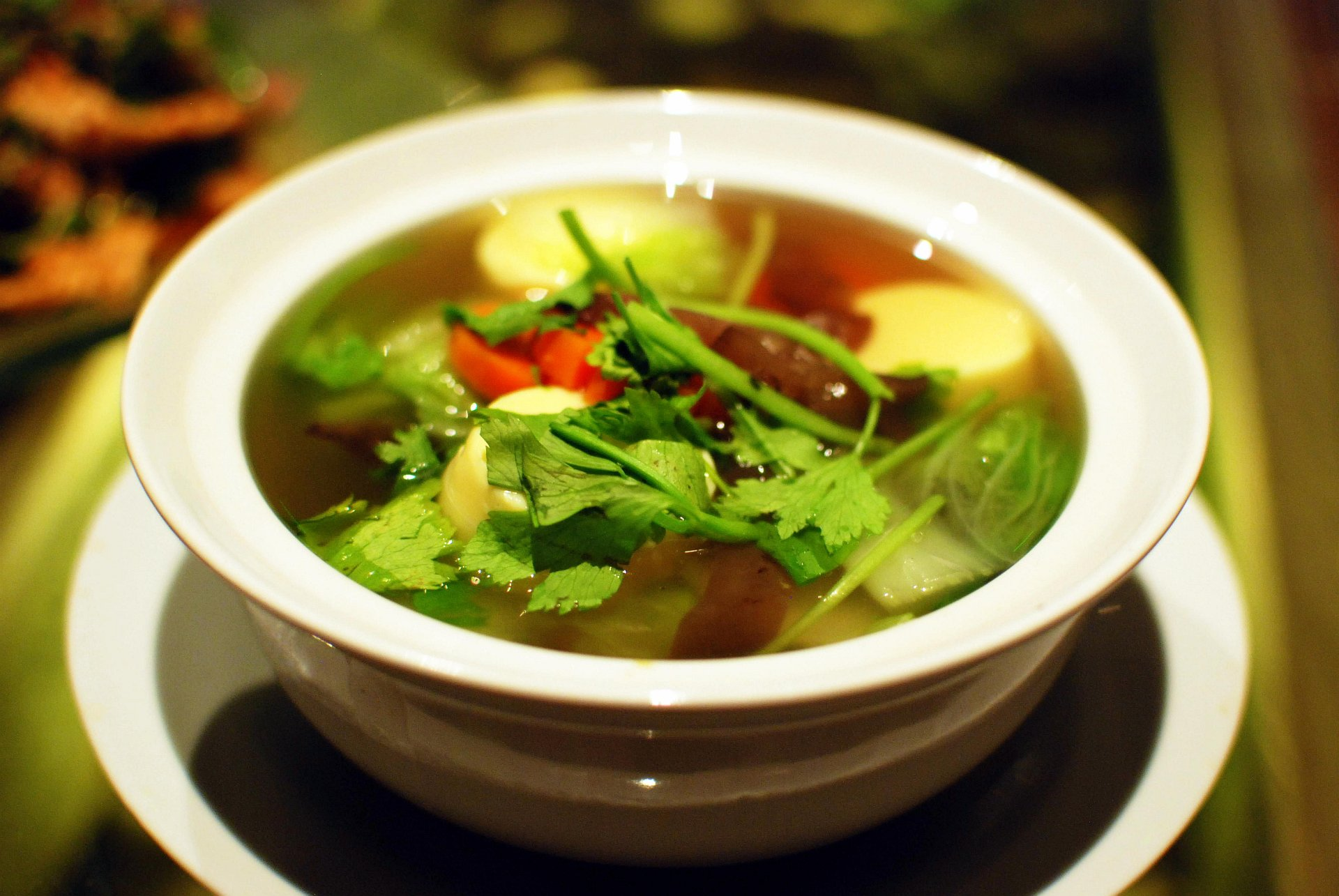
ゲーン・チュート。すまし汁風のゲーン。
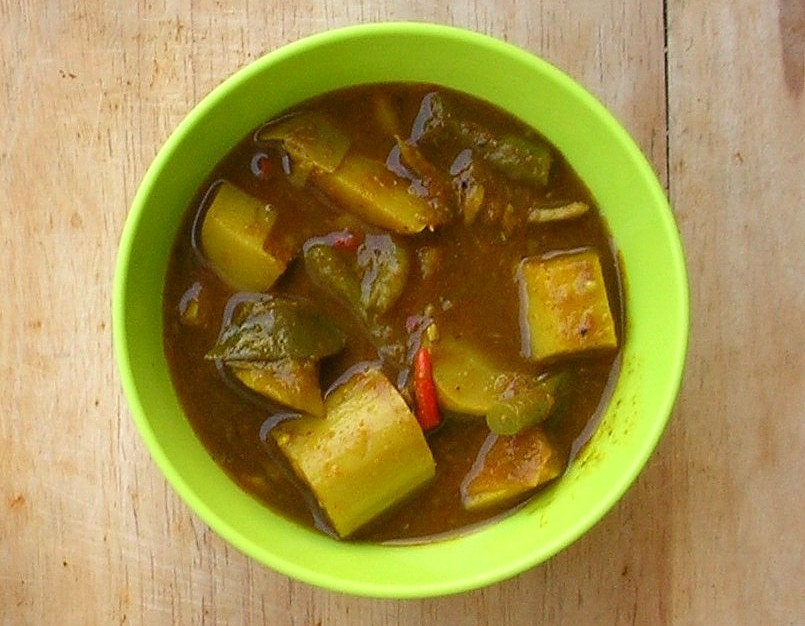
ゲーン・タイ・プラー。タイ・プラーと呼ばれる魚の内臓から作られた魚醤を用いたゲーン。
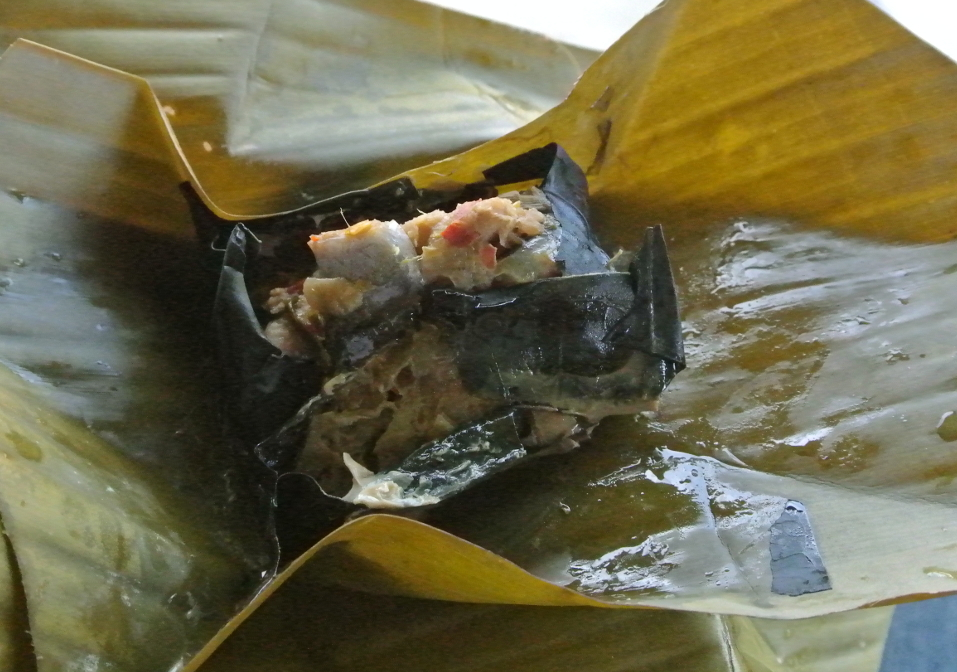
汁気のほとんどないゲーン。ラオスやイサーンではこのように葉に包み、市場や路上で携行食として売られる。

## 関連文献
- Vatcharin Bhumichitr: The Big Book of Thai Curries